# Terra Indígena Massaco
Massaco é uma terra indígena na Amazônia Legal com área de 421 895 hectares, localizada no estado de Rondônia próximo à fronteira com Bolívia. É habitada por grupos indígenas isolados, geralmente identificados sob o nome genérico Massaco Isolados e Isolados Sirionó, com uma população estimada de  600 pessoas (1998). A família linguística destes povos é presumivelmente pano ou aruaque. Área sobreposta a reserva Rebio Guaporé.
Em 2007, os povos tradicionais, incluindo os indígenas, foram reconhecidas pelo Governo do Brasil, através da Política Nacional de Desenvolvimento Sustentável dos Povos e Comunidades Tradicionais (PNPCT), que tem o modo de vida ligado aos recursos naturais e ao meio ambiente de forma harmônica, além do uso comunitário da terra. Assim a constituição brasileira garante aos indígenas o direito a sua terra tradicional e o direito de proteção por parte do governo do Brasil. Esta área está registrada no CRI e na Secretaria de Patrimônio da União (SPU) via decreto s/n de 14/12/1998.
De acordo com o programa Povos Indígenas no Brasil do Instituto Socioambiental (ISA), Rondônia é o quarto estado brasileiro onde moram mais povos indígenas, com 29 povos registrados. E de acordo com o Instituto Brasileiro de Geografia e Estatística (IBGE), em Rondônia existe 21 153 indígenas (1,25% da população do Brasil).

## História
Em 1998 a TI Massaco foi regularizada em uma área de 421 895 hectares, fortalecendo o trabalho da Funai de localização dos indígenas isolados do arco grande iniciado na década de 1980. Esta é a primeira terra indígena oficialmente demarcada pelo governo brasileiro para uso exclusivo de um povo indígena isolado. Que é monitoramento pela Frente de Proteção Etnoambiental Guaporé (FPE-Guaporé), unidade da Funai que faz a proteção de direitos dos indígenas isolados.
A FPE realiza expedições de estudo regulares, onde todos os vestígios encontrados são catalogados e georreferenciados, que são analisados com a ajuda de referências de outros povos indígenas da região, atualizando periodicamente a dinâmica de ocupação do território e as características socioculturais dos isolados do arco grande, permitindo a contínua criação de estratégias de proteção. Os indígenas da TI Massaco dividem-se em dois subgrupos que ocupam de forma semelhante partes distintas da terra indígena.
Segundo Bruno Pereira (Coordenador-Geral de Índios Isolados e de Recente Contato) o trabalho feito com a TI Massaco é referência na criação de política pública indigenistas no Brasil... "As décadas de trabalho exemplar da FPE Guaporé nos permitiu construir um método de localização e proteção de índios isolados que materializa as modernas leis brasileiras de respeito a autonomia desses povos".
Em maio de 2010, a Comissão de Direitos Humanos da ONU e a Funai fizeram reunião na cidade brasileira de Brasília, sobre a elaboração de políticas de proteção indígena. Pois no Brasil a Funai informa ter 69 locais na Amazônia onde existam índios isolados ou de contato recente, que são acompanhadas por doze Frentes de Proteção Etnoambiental da organização. Estes são cercadas por várias pressões, como madeireiros, garimpos, desmatamento e, epidemias, entáo o contato com essas populações deve ser evitado (ou intermediado por equipes preparadas).
Assim na reunião com a ONU e Funai, lingüistas, antropólogos, sociedade civil, médicos e, sertanistas, falaram sobre a experiência brasileira de cuidado com os povos isolados ou de recente contato e os desafios que enfrentam no Brasil. O país foi o primeiro a demarcar Terras Indígenas para o exclusivo por um povo em isolamento voluntário (sem contato com a sociedade "moderna"), como as TI Terra Indígena Massaco, Alto Tarauacá e Hi-Merimã, protegidos do avanço econômico do entorno pelas Frentes de Proteção Etnoambiental Guaporé e Rio Envira. A Comissão de Direitos Humanos da ONU percebeu que os indígenas isolados exigem um tratamento especial. Assim surgiu a proposta das diretrizes que devem nortear a ação indigenista dos países signatários.
No período de 2019 e 2021, o governo do Brasil intensificou as ações de proteção a indígenas isolados e de recente contato pandemia do coronarivus. Aplicando medidas de quarentena como: as barreiras sanitárias e postos de controle de acesso, monitorar o fluxo de pessoas e impedir a entrada de não indígenas; o maior período de permanência das equipes nas regiões;  planos de contingência dos Distritos Sanitários Especiais Indígenas (DSEI) para os indígenas isolados e de recente contato; combate as ações ilegais extrativistas e predatórias nas TI; expedições de monitoramento de indígenas isolados nas seguintes áreas: Tanaru, Massaco, Piripkura, Kawashiva, Hi-Merimã, Ituna/Itatá e, Uru-Eu-Wau-Wau. As ações ocorreram em pareceria de diversos órgãos: Exército; Polícia Federal; Fundação Nacional dos Povos Indígenas (Funai), e; Instituto Brasileiro do Meio Ambiente e dos Recursos Naturais Renováveis (Ibama).

## Distribuição municipal
Esta TI está distribuída em dois municípios do estado brasileiro de Rondônia:
| Município                | Área municípal (ha) | TI no município (ha) |
| ------------------------ | ------------------- | -------------------- |
| Alta Floresta D'Oeste    | 706 702             | 104 319 (24,73%)     |
| São Francisco do Guaporé | 1 095 976           | 316 926 (75,12%)     |

## Bioma
A região é localizado na bacia hidrográfica do rio Madeira, e formada pelo bioma Amazônico; com presença de: 48,13% de floresta ombrófila aberta; 25,83% de vegetação pioneira, e; 26,04% de savana.

## Ameaças
Esta TI é ameaçada por garimpeiro, madeireiro e, grileiro (especulação fundiário).
Na região da existem duas obras de infraestrutura: a PCH Figueira e Saldanha.
São ameaçadas por queimadas noticiadas desde 2016, mas até 2018 perdeu apenas 0,3% da floresta local.